# Alfhausen
Alfhausen est une municipalité allemande du land de Basse-Saxe et l'arrondissement d'Osnabrück.